# Schernberg (Herrieden)
Schernberg ist ein Gemeindeteil der Stadt Herrieden im Landkreis Ansbach (Mittelfranken, Bayern). Schernberg liegt in der Gemarkung Hohenberg.

## Geografie
Der Weiler liegt am Klingengraben, einem linken Zufluss der Altmühl. 0,5 km nordwestlich liegt der Burgerwald. Mittlerweile bildet der Ort mit dem südlich gelegenen Herrieden eine geschlossene Siedlung. Die Staatsstraße 2248 führt nach Herrieden (1 km südlich) bzw. an Regmannsdorf vorbei zur Anschlussstelle 51 der A 6 (2 km nördlich).

## Geschichte
Der Ort wurde vermutlich im 12. Jahrhundert gegründet. Das Bestimmungswort des Ortsnamens ist schären. Damit wurde der kleine, klingenartige Einschnitt des Geländes beschrieben, den es am östlichen Ortsrand gibt. Im Volksmund wird der Ort auch als „Vorderbergerweiler“ bezeichnet.
Im Geographischen statistisch-topographischen Lexikon von Franken (1802) wird der Ort folgendermaßen beschrieben:

„Schernberg, Eichstättischer Weiler im Oberlande, liegt eine kleine halbe Stunde etwas ostnördlich von Herrieden, auf dem Martinsberge, hinter der Martinskirche bey Regmannsdorf, womit er eine Gemeinde ausmacht und einen gemeinschaftlichen Hirten hält. Darinn sind nebst dem Hirten nur 4 Unterthanen; einer davon gehört zum fürstlichen Steueramte des Kollegiatstifts Herrieden, die übrigen mit hoher und niederer Obrigkeit, der Gemeindsherrschaft und dem Hirtenstabe zum auch Eichstättischen Ober- und Stadtvogtey- und Probstamte Wahrberg-Herrieden.“

Im Rahmen des Gemeindeedikts wurde Schernberg dem 1808 gebildeten Steuerdistrikt Herrieden zugeordnet. Es gehörte auch der wenig später gegründeten Munizipalgemeinde Herrieden an. Mit dem Zweiten Gemeindeedikt (1818) wurde Schernberg nach Hohenberg umgemeindet.
Am 1. Juli 1971 wurde Schernberg im Zuge der Gebietsreform in Bayern nach Herrieden eingemeindet.

### Baudenkmäler
- Haus Nr. 3: katholische Marienkapelle, kleiner massiver Satteldachbau, rückwärtig mit Walm, 18. Jahrhundert[9]
- Gusseisenkruzifixus, gefasst, zweite Hälfte 19. Jahrhundert; in der Ortsmitte an der Hauptstraße[9]

### Einwohnerentwicklung
| Jahr      | 001818 | 001840 | 001861 | 001871 | 001885 | 001900 | 001925 | 001950 | 001961 | 001970 | 001987 |
| Einwohner | 24     | 31     | 39     | 27     | 28     | 27     | 32     | 31     | 24     | 31     | 25     |
| Häuser    | 6      | 6      |        |        | 5      | 4      | 5      | 4      | 4      |        | 5      |
| Quelle    | [ 11 ] | [ 12 ] | [ 13 ] | [ 14 ] | [ 15 ] | [ 16 ] | [ 17 ] | [ 18 ] | [ 19 ] | [ 20 ] | [ 1 ]  |

## Religion
Der Ort ist römisch-katholisch geprägt und bis heute nach St. Vitus und Deocar (Herrieden) gepfarrt. Die Einwohner evangelisch-lutherischer Konfession waren ursprünglich nach St. Laurentius (Elpersdorf bei Ansbach) gepfarrt, seit Mitte des 20. Jahrhunderts ist die Pfarrei Christuskirche (Herrieden) zuständig.